# Hassan N’Dam N’Jikam
Hassan N’Dam N’Jikam (* 18. Februar 1984 in Kamerun) ist ein französischer Profiboxer, ehemaliger Interimweltmeister der WBA und WBO, sowie ehemaliger Weltmeister der WBO und WBA im Mittelgewicht.

## Karriere
Als Amateur gewann er 77 von 84 Kämpfen und boxte dreimal Unentschieden. 2003 wurde er Afrikanischer Meister im Mittelgewicht und gewann darüber hinaus die Silbermedaille bei den Panafrikanischen Spielen in Nigeria. 2004 nahm er für Kamerun im Mittelgewicht an den Olympischen Sommerspielen in Athen teil, schied jedoch in seinem dritten Kampf gegen den späteren Goldmedaillengewinner Gaidarbek Gaidarbekow aus Russland aus. Zuvor hatte er den Gewinner der Panamerikanischen Spiele von 2003, Juan Cabrera, und den Bronzemedaillengewinner der Europameisterschaften 2004, den Iren Andy Lee besiegt.
Seinen ersten Profikampf absolvierte er am 4. Dezember 2004 gegen den in 27 Profikämpfen erfahrenen Alexis Culit und gewann durch technischen K. o. in der dritten Runde. Am 29. Juni 2007 besiegte er den vierfachen Belgischen Meister und zweifachen Benelux-Meister Mike Algoet durch einstimmigen Punktesieg und konnte auch den Rückkampf am 8. Dezember erneut einstimmig für sich entscheiden. Am 15. Mai 2008 folgte ein einstimmiger Punktesieg über den französischen Supermittelgewichtsmeister Mehdi Amar und am 18. September ein K. o.-Sieg in Runde fünf über den französischen Halbmittelgewichtsmeister Woulid Guarras.
Am 11. Dezember 2008 gewann er einstimmig gegen den späteren EU-Meister Affif Belghecham und am 27. Juni 2009 durch K. o. gegen den späteren Europameister der WBO, Gennady Martirosyan.
Am 12. Juni 2010 wurde er durch einen K. o.-Sieg in Runde acht über den Argentinier Omar Gabriel Weis, Internationaler Meister der WBA. In seinem nächsten Kampf am 30. Oktober 2010, gewann er den interimen Weltmeistertitel der WBA. Dabei besiegte er den interkontinentalen Meister der WBA, den Georgier Avtandil Khurtsidze, einstimmig nach Punkten. Diesen Titel verteidigte er am 2. April 2011 erneut einstimmig nach Punkten gegen Giovanni Lorenzo, der bereits WM-Herausforderer von Sebastian Sylvester und Felix Sturm war.
Er erreichte Platz 4 der Weltrangliste und sollte in seinem nächsten Kampf gegen den regulären WBA-Weltmeister Gennadi Golowkin kämpfen, diese Verhandlungen scheiterten jedoch. Stattdessen gewann er am 4. Mai 2012 durch einstimmigen Punktesieg gegen den ungeschlagenen Ex-Juniorenweltmeister Max Bursak, den interimen WBO-WM-Titel. Im August 2012 wurde er von der WBO schließlich zum neuen regulären Weltmeister im Mittelgewicht ernannt, da sich der bisherige Titelträger Dmitri Pirog nicht zum Titelverteidigungskampf stellte.
Am 20. Oktober 2012 verlor er den Titel jedoch bereits in der ersten Verteidigung an den ebenfalls ungeschlagenen US-Amerikaner Peter Quillin (27-0). N’Jikam musste in dem Kampf in New York City sechsmal zu Boden und verlor schließlich über zwölf Runden deutlich nach Punkten.
Im Oktober 2014 besiegte er Curtis Stevens (27-4) nach Punkten. Beim Kampf um den IBF-Titel im Mittelgewicht am 20. Juni 2015 in Montreal, Kanada, verlor er nach Punkten gegen David Lemieux (33-2).
2016 nahm er an den Olympischen Spielen von Rio teil, nachdem erstmals Profiboxer teilnahmeberechtigt waren. Voraussetzungen waren die Nominierung durch das nationale Olympiakomitee und das Erreichen der Medaillenränge beim Qualifizierungsturnier in Venezuela. Bei den Spielen selbst schied er aber bereits im ersten Kampf gegen den Brasilianer Michel Borges aus.
Im Dezember 2016 besiegte er Alfonso Blanco (12-0) beim Kampf um den interimen WM-Titel der WBA im Mittelgewicht. Am 20. Mai 2017 gewann er in Tokio den Weltmeistertitel der WBA im Mittelgewicht, nachdem er den Japaner Ryōta Murata (12-0) nach Punkten besiegt hatte. Er verlor jedoch den Titel im direkten Rückkampf fünf Monate später durch Aufgabe nach der siebenten Runde.
Im Dezember 2018 besiegte er Martin Murray (37-4) in Manchester durch Mehrheitsentscheidung und wurde WBC Silver Champion im Mittelgewicht. Im Juni 2019 unterlag er durch TKO in der dritten Runde gegen Callum Smith (25-0) und im Dezember 2019 durch Punktniederlage gegen Fjodor Tschudinow (21-2).
Im November 2021 verlor er durch TKO in der achten Runde gegen Schänibek Älimchanuly (10-0).